# Karl Friedrich von Vincke
Karl Friedrich Ludwig Freiherr von Vincke, född 17 april 1800 i Minden, död 18 maj 1869 i Berlin, var en preussisk officer och politiker.
Vincke tog 1847 avsked som major, 1849–54 var ledamot av Preussens första kammare och hade säte i dess andra sedan 1858 samt i Nordtyska förbundets riksdag sedan 1867.